# Sjoestedtacris laticornis
Sjoestedtacris laticornis är en insektsart som beskrevs av Baehr 1992. Sjoestedtacris laticornis ingår i släktet Sjoestedtacris och familjen gräshoppor. Inga underarter finns listade i Catalogue of Life.